# روتن، ویلتشر
روتن (به انگلیسی: Wroughton) یک روستا و محله مدنی در بریتانیا است که در سویندون واقع شده‌است. روتن ۸٬۰۳۳ نفر جمعیت دارد.